# 손택수
손택수(孫宅洙, 1970년 ~ )는 대한민국 시인이다. 1970년 전라남도 담양에서 태어났으며, 경남대학교 국문학과와 부산대학교대학원 국문학과를 졸업했다. 1998년 한국일보 신춘문예에 「언덕 위의 붉은 벽돌집」으로 등단했으며, 2002년 제2회 부산작가상을, 「목련 전차」, 「아버지의 등을 밀며」 등 5편의 시로 2003년 문학세계사가 주관하는 제9회 현대시 동인상을 수상했다. 첫 시집인 『호랑이 발자국』으로 2004년 제22회 신동엽창작상을 받았다. 2005년에는 제2회 육사시문학상 신인상, 제3회 애지문학상을 수상했다. 2007년 시집 『목련 전차』로 제14회 이수문학상을 수상했다. 2018년에는 제8회 문학과의식 문학상을 수상했다. 현재 실천문학사 대표로 활동 중이다.

1970년 전남 담양에서 태어나 할머니댁 옆 냇가를 놀이터 삼아 물과 산과 더불어 자랐던 시인은, 어린시절 부산으로 이사온 후 향수병을 심하게 앓기도 했다.

## 작품
태생적으로 나무와 물, 산과 흙과 친연성을 지니고 있다. 그것들은 그냥 그의 일부이며, 그와 떼려야 뗄 수 없는 관계를 맺고 있다.
시 〈내 시의 저작권에 대해 말씀드리자면〉의 첫 연에서 저작권자들을 이렇게 나열한다.
| “ | 구름 5%, 먼지 3.5%, 나무 20%, 논 10%/ 강 10%, 새 5%, 바람 8%, 나비 2.55%, 먼지 1%/ 돌 15%, 노을 1.99%, 낮잠 11%, 달 2%/ (여기에 끼지 못한 당나귀에게 대단히 미안하게 생각함)/ (아차, 지렁이도 있음) | ” |

| “ | 꽃 피는 벚나무의 괴로움을 나는/ 부끄러움 때문이라 생각한다//(중략)/ 이 지하철역 가까운 곳에서는 얼마 전/ 철거민들이 불타 죽은 일이 있었지 | ” |
|   | — (<나무의 수사학 3> 부분) |   |

## 수상경력
1998년 한국일보 신춘문예에 ‘언덕 위의 붉은 벽돌집’으로 등단했으며,  2001년 제3회 수주문학상 대상, 2002년 제2회 부산작가상, ‘목련 전차’. ‘아버지의 등을 밀며’등 5편의 시로 2003년 현대시학사가 주관하는 제9회 ‘현대시 동인상’을 수상했다.
첫 시집인 〈호랑이 발자국〉으로 2004년 제22회 신동엽창작상을 받았다.
2005년 제2회 육사시문학상 신인상을 받았다.
2005년 시 전문 계간지 ‘애지’가 주관하는 제3회 애지문학상 시 부문에 ‘가시잎은 시들지 않는다’가 뽑혔다.
2006년 시집 ‘목련전차’(창비)로 10월 이수그룹과 계간 문예지 ‘21세기문학’이 공동 주관하는 제14회 ‘이수문학상’을 받았다.
2013년 제13회 노작문학상에‘저물녘의 왕오천축국전’ 등 5편이 선정됐다.
2018년에는 문학과의식 문학상을 수상했다.

## 시집
- 2003년 호랑이 발자국(창비)
- 2006년 목련 전차(창비)
- 2010년 나무의 수사학(실천문학사)